# Vallesa de la Guareña
Vallesa de la Guareña è un comune spagnolo di 171 abitanti situato nella comunità autonoma di Castiglia e León.